# Tullio Del Sette
Tullio Del Sette (Bevagna, 4 maggio 1951) è un generale italiano, ex comandante generale dell'Arma dei Carabinieri.

## Biografia
Il padre era un Appuntato dei Carabinieri.
Ha intrapreso la carriera militare nel 1970 frequentando il 152º corso presso l'Accademia militare di Modena. Con il grado di capitano ha comandato le compagnie di Spoleto e Perugia. Ha ricoperto gli incarichi di Capo ufficio Pubbliche Relazioni del Comando generale dell'Arma dei Carabinieri, di Comandante Provinciale di Pisa, di Capo di Stato Maggiore della Regione Carabinieri Campania, di Comandante Provinciale di Torino dal 1997 al 2000, e infine di Capo del I Reparto del Comando Generale 
dell'Arma dei Carabinieri. Promosso generale di brigata ha comandato la Legione carabinieri "Toscana" e dal 2004 è stato Capo Ufficio legislativo del Ministero della difesa per oltre sette anni. 
Nel 2012 è stato promosso generale di corpo d'armata e posto al comando delle unità mobili e specializzate carabinieri "Palidoro".
Il 1º gennaio 2013 è stato nominato Comandante interregionale "Podgora", incarico a cui si è aggiunto l'8 luglio 2013 quello di vice comandante generale dell'Arma dei carabinieri.
Dal 24 giugno 2014 è andato a ricoprire l'ufficio di Capo di gabinetto del ministro della Difesa Roberta Pinotti.
Nel dicembre 2014 è stato indicato dal Consiglio dei ministri come nuovo comandante generale dell'Arma dei carabinieri, dove si insedia il 16 gennaio 2015. Durante il suo mandato il corpo forestale dello Stato viene inglobato, il 1º gennaio 2017, nel nuovo Comando unità per la tutela forestale dei Carabinieri.
Il 16 gennaio 2018 lascia l'incarico e il Consiglio dei ministri, su proposta di Roberta Pinotti, ha nominato il generale Giovanni Nistri nuovo Comandante generale.
Attualmente riveste l'incarico di presidente della Commissione di studio sulla disciplina normativa relativa al personale della Croce Rossa Italiana ausiliario delle Forze armate.
Dal 3 marzo al 9 luglio 2025 è stato Commissario straordinario di ACI a seguito della decadenza del Presidente, Angelo Sticchi Damiani, e prima dell'elezione del nuovo presidente, Geronimo La Russa, da parte dell'Assemblea dell’Automobile Club d’Italia.

## Controversie giudiziarie
Nel 2016 Il Fatto Quotidiano riporta la notizia secondo cui Del Sette sarebbe stato iscritto nel registro degli indagati, con le ipotesi di favoreggiamento e rivelazione del segreto istruttorio, nell’ambito di un'inchiesta su un appalto della Consip. Nell'ottobre del 2019 viene rinviato a giudizio, nel novembre del 2021 è assolto dall’accusa di abuso di ufficio e condannato, con pena sospesa, per favoreggiamento. Nel giugno del 2023 verrà poi assolto da entrambe le accuse in appello.